# LeFlow
Алекса Чомор (Београд, 25. октобар 2002), познатији као LeFlow, српски је репер, музички продуцент и текстописац.

## Биографија
Рођен је у Београду 25. октобра 2002. године. Музиком је почео да се бави током средње школе, када се бавио продукцијом, а први сингл је избацио 2020. године под називом Знаци. Познат је по песмама као што су Жива ватра са Лацкуом, Арапски Каскадер и 200Е дан које броје вишемилионске прегледе на платформи Јутјуб.
Избацио је 2 студијска албума под називом Соло 5. јула 2021. године и Твој свет 1. септембра 2022. године, који је обрисан и опет објављен 7. јуна 2023. године. Познат је и по ремиксима старијих песмама, његов најпознатији ремикс је на песму Тy, ту, ту из 2011. која је оригинално нумера бенда In Vivo, и она је бројала више од пет милиона прегледа, све док није обрисана.

## Дискографија

### Албуми и ЕП-ови
| Албум       | Година      | Песме                                                                             |
| ----------- | ----------- | --------------------------------------------------------------------------------- |
| Соло        | 2021.       | 1. Intro 2. Бес 3. Deja Vu 4. Невреме 5. Отров 6. Причај ми 7. Outro              |
| Твој свет   | 2022.       | 1. Твој свет 2. Игра са болом 3. Лоша 4. Лажеш 5. Хвала 6. Из дана у дан 7. Outro |
| Риме и Флоw | 2023.-2024. | 1. А ја јурим њу 2. Туси 3. TBA 4. TBA 5. TBA 6. TBA 7. TBA                       |

### Синглови
- Жива Ватра[4] (2022) са Лацкуом
- Због кокаина (2022)  са Црним Цераком
- Еуро (2022)
- 200E дан[5] (2023)